# Toulel
Toulel è uno degli otto comuni del dipartimento di Maghama, situato nella regione di Gorgol in Mauritania. Contava 6.094 abitanti nel censimento della popolazione del 2000.